# 久保房郎
久保 房郎（くぼ ふさお、1945年1月7日 - ）は、三重県松阪市出身のフリーアナウンサー。有限会社オフィス・ファンファーレ所属。
血液型A型。

## 来歴・人物
同志社大学時代は同志社学生放送局DSBに所属し、卒業後の1968年4月に近畿放送へ入社。同期に山崎弘士がいる。現役時代は競馬・野球・サッカーなどの各種スポーツ中継やラジオパーソナリティを担当し、2005年2月28日付で定年退職した後も2010年まで『KEIBAワンダーランド』などKBS京都の番組に出演していた。

## 現在の出演番組

### ラジオ
- 以心伝心888（FMうじ、金曜日）[2]

これに合わせて秋の京都競馬場大運動会の実況も担当する。

### テレビ
- 京都・滋賀オープンゴルフ選手権（KBS京都テレビ、8月下旬〜9月上旬放送）

## 過去の出演番組
以下に掲げる番組はすべてKBS京都（テレビ/ラジオ）で放送されている、又は過去に放送されていた番組である。

### テレビ
- スーパータイムリー930
- 京都新聞ニュース
- 競馬展望
- エキサイティング!J
- KEIBAワンダーランド

### ラジオ
- ひるまでスパーク!尾崎千秋です - ラジオカーリポーター
- いくよ・くるよのはりきりフライデー
- JRAターフジョッキー

## 主な競馬実況歴

### GIレース
- 高松宮杯（1997年）
- 優駿牝馬（1981年、1983年）
- 安田記念（1985年）
- 宝塚記念（1994年）
- 秋華賞（1997年）
- 天皇賞・秋（1980年）
- マイルチャンピオンシップ（1996年）
- 有馬記念（1982年）

### その他
- 金杯・西（1981年、1982年）
- 京都記念（1996年、2005年）
- アーリントンカップ（1999年、2004年）
- 大阪杯（1981年、1997年）
- 京都大障害・春（1997年）
- 中日スポーツ賞4歳ステークス（1997年）
- 京都4歳特別（1997年）
- 京都新聞杯（1973年）
- 平安ステークス（1997年）
- 金鯱賞（2004年）
- 愛知杯（2000年）
- マーメイドステークス（1997年）
- セントウルステークス（1997年）
- サファイヤステークス（1995年）
- 阪神障害ステークス・秋（1997年）
- 京都大障害・秋（1988年）
- タマツバキ記念・秋（1980年）
- 京都ハイジャンプ（1999年～2001年、2004年）
- スワンステークス（2002年、2004年）
- デイリー杯3歳ステークス（1980年、1981年）
- 京阪杯（2002年）
- ラジオたんぱ杯3歳ステークス（1998年、1999年、2002年）